# سيركان كسكين
سيركان كسكين (بالتركية: Serkan Keskin)‏ هو ممثل تركي، ولد في 25 نوفمبر 1977 في تركيا.

## أعمال

### أفلام
- (2008) الخريف
- (2009) من 10 إلى 11
- (2010) كون
- (2018) شجرة الكمثرى البرية

## وصلات خارجية
- سيركان كسكين على موقع IMDb (الإنجليزية)
- سيركان كسكين على موقع ألو سيني (الفرنسية)
- سيركان كسكين على موقع ميوزك برينز (الإنجليزية)
- سيركان كسكين على موقع أول موفي (الإنجليزية)
- سيركان كسكين على موقع قاعدة بيانات الفيلم (الإنجليزية)
- سيركان كسكين على موقع كينوبويسك (الروسية)